# Saint-Beauzély (tổng)
Tổng Saint-Beauzély là một tổng thuộc tỉnh Aveyron trong vùng Occitanie.

## Địa lý
Tổng này được tổ chức xung quanh Saint-Beauzély ở quận Millau. Độ cao khu vực này dao động từ 300 m (Viala-du-Tarn) đến 1 102 m (Castelnau-Pégayrols) với độ cao trung bình 617 m.

## Hành chính
| Giai đoạn | Ủy viên             | Đảng | Tư cách                  |
| --------- | ------------------- | ---- | ------------------------ |
| 2001-2014 | Jean-Claude Gineste | SE   | Thị trưởng Viala-du-Tarn |

## Các đơn vị trực thuộc
Tổng Saint-Beauzély gồm 5 xã với dân số 2 062 người (điều tra dân số năm 1999, dân số không tính trùng)
| Xã                  | Dân số | Mã bưu chính | Mã insee |
| ------------------- | ------ | ------------ | -------- |
| Castelnau-Pégayrols | 282    | 12620        | 12062    |
| Montjaux            | 388    | 12490        | 12153    |
| Saint-Beauzély      | 525    | 12620        | 12213    |
| Verrières           | 342    | 12520        | 12291    |
| Viala-du-Tarn       | 525    | 12490        | 12296    |

## Biến động dân số
| 1962                                                     | 1968  | 1975  | 1982  | 1990  | 1999  |
| -------------------------------------------------------- | ----- | ----- | ----- | ----- | ----- |
| 2 041                                                    | 2 407 | 2 105 | 2 046 | 2 031 | 2 062 |
| Nombre retenu à partir de 1962 : dân số không tính trùng |       |       |       |       |       |